# 安孫子里香
安孫子 里香（あびこ りか、1973年9月8日 - ）は、日本の元女優。本名も同じ。東京都江東区出身。特技はピアノ。
中学校は江東区立深川第三中学校

## 来歴・人物
1979年、テレビドラマ『家路〜ママ・ドント・クライ』（TBSテレビ）で子役でデビューする。その後は『池中玄太80キロ』（日本テレビ）に三女の弥子役で出演し注目される。以後舞台、映画、テレビドラマなどで活躍する。ヘレン・ケラー役を務めた1986年2月の日生劇場公演『奇跡の人』では、日生劇場賞を受賞。
少女漫画では里中満智子のファンだったという。
現在は結婚して、芸能界を引退している。

## 出演

### 映画
- クララ白書 少女隊PHOON（1985年2月9日、東宝） - 佐倉モモエ 役
- ぼくらの七日間戦争（1988年8月13日、東宝） - 堀場久美子 役
- 遥かなる甲子園（1990年6月9日、東宝） - 瀬良垣友美 役
- 式部物語（1990年10月6日、東宝） - 宇智子 役

### テレビドラマ
- 家路〜ママ・ドント・クライ（1979年、TBSテレビ）
- 池中玄太80キロ（1980 - 1992年、日本テレビ） - 池中弥子 役
- 続・思えば遠くへ来たもんだ（1981年、TBSテレビ） - 石川原梨花 役
- 秘密のデカちゃん 第29話（1981 - 1982年、大映テレビ / TBSテレビ）- 悦子 役[2]
- だから青春泣き虫甲子園（1983年、NHK総合）
- 事件記者チャボ! 第2話「火事とチャボとタレコミ屋…」（1983年11月12日、日本テレビ） - 及川直美 役
- 私は負けない!ガンと闘う少女（1984年、TBSテレビ）
- ドラマスペシャル「武田鉄矢のせんせいけらいになれ!」（1984年、フジテレビ）
- ぼくたちの疾走（1984年、TBSテレビ） - 下山よしえ 役
- 男の家庭科（1985年、フジテレビ） - 酒井ルミ 役
- 必殺橋掛人（1985年、朝日放送テレビ） - お咲 役
- 土曜ワイド劇場 （テレビ朝日）
  - 「赤い蛍は血の匂い」（1986年）
  - 「京都二年坂殺人事件」（1990年） - 大和田ユリ 役
- オレの息子は元気印（1987年、日本テレビ）
- 電脳警察サイバーコップ第27話「こわれたサイバービット!!」 毛利亮一の妹役
- 月曜ドラマランド「宇宙少女モルモ10分の1」（1987年、フジテレビ） - 白瀬リカ 役
- 木曜ゴールデンドラマ「松本清張の老春」（1990年、読売テレビ）
- 月影兵庫あばれ旅 第2シリーズ 第8話「その手は桑名の大捕物!」（1990年、テレビ東京） - お光 役
- 八百八町夢日記 第2シリーズ 第19話「奇妙な娘」（1992年、日本テレビ） - おちか 役
- 綺麗になりたい（1992年、読売テレビ） - ひとみ 役

### 舞台
- 奇跡の人（1986年） - ヘレン・ケラー 役
- 愛の若草物語 - エイミー 役